# 𝼔
𝼔, appelé eng crochet palatal, est une lettre latine utilisée auparavant dans l'alphabet phonétique international, rendu obsolète en 1989, lors de la convention de Kiel.

## Utilisation
Le symbole 𝼔 était utilisée pour représenter une consonne nasale vélaire voisée palatalisée. Il est notamment utilisé par Eugénie J. A. Henderson en 1966 dans une description du vietnamien et par Edwin Pulleyblank la citant en 1970, tous deux avec l’hameçon palatal accorché sous la hampe gauche du ŋ.
Après 1989, l’hameçon palatal représent la palatalisation est remplacé par la lettre j en exposant : ‹ ŋʲ ›.

## Formes et variantes
|  | Forme dans Unicode 14.0, avec l’hameçon palatal à droite de la hampe droite de la lettre. |
|  | Forme dans Henderson 1966, avec l’hameçon palatal sous la hampe gauche de la lettre.      |

## Représentations informatiques
L’eng crochet palatal peut être représenté avec les caractères Unicode suivants : 
- précomposé (Latin étendu — G) :

| formes    | représentations | chaînes de caractères | points de code | descriptions                                |
| --------- | --------------- | --------------------- | -------------- | ------------------------------------------- |
| minuscule | 𝼔               | 𝼔                     | U+1DF14        | lettre minuscule latine eng crochet palatal |

- décomposé mais approximatif (Latin étendu — A, diacritiques) :

| formes    | représentations | chaînes de caractères | points de code | descriptions                                            |
| --------- | --------------- | --------------------- | -------------- | ------------------------------------------------------- |
| minuscule | ŋ̡               | ŋ◌̡                    | U+014B U+0321  | lettre minuscule latine eng diacritique crochet palatal |